# Směrník (Václav Uruba)
Směrník je betonová plastika jejímž autorem je český sochař Václav Uruba (1928–1983).

## Historie a popis

### Vznik a umístění díla
Železobetonová plastika Směrník vznikala v letech 1966–1969. Nejprve byla umístěna v předprostoru železničního nádraží v Havířově. Vzhledem k tomu, že město Havířov se rozhodlo plastiku odstranit a prohlásilo ji za neopravitelnou, tak vznikla z občanské iniciativy petice na její záchranu ve které se angažoval také autorův syn. Pak došlo k zakoupení plastiky za symbolickou 1 Kč spolkem Důl architektury a jejímu následnému odvozu do Ostravy. Dočasně byla umístěna na Dole Michal v Ostravě-Michálkovicích. Další prodej, opět za cenu 1 Kč, Národnímu památkovému ústavu vedl k její opravě. Jako nové umístění byly zvoleny Fifejdy v Moravské Ostravě. Instalace na ulici Odboje, před budovou Národního památkového ústavu u Městské nemocnice Ostrava proběhla 17. července 2015.

### Popis díla
Směrník je betonový výdusek odlitý s vloženou ocelovou konstrukcí. Abstraktním způsobem znázorňuje pravděpodobně turistický rozcestník či ukazatel směru. Dílo se skládá ze směrem nahoru se rozšiřujícího a mírně vykřiveného sloupu a krychlového soklu, které jsou spojené úzkým a krátkým válcovým segmentem. Ve sloupu jsou zasazeny dva křivočaré hranoly, které ukazují každý jiným směrem. Jedná se o tzv. dílo bruselského a brutalistního stylu.
U plastiky je umístěna betonová pamětní deska, kterou vytvořila Šárka Mikesková. Na desce je napsáno:
| „ | SMĚRNÍK VÁCLAV URUBA 1969-2014 ŽELEZNIČNÍ NÁDRAŽÍ V HAVÍŘOVĚ 2015 OPRAVEN A INSTALOVÁN V OSTRAVĚ Národní památkový ústav - Důl architektury - Za krásnou Ostravu | “ |

## Další informace
Dílo je celoročně volně přístupné.

## Galerie

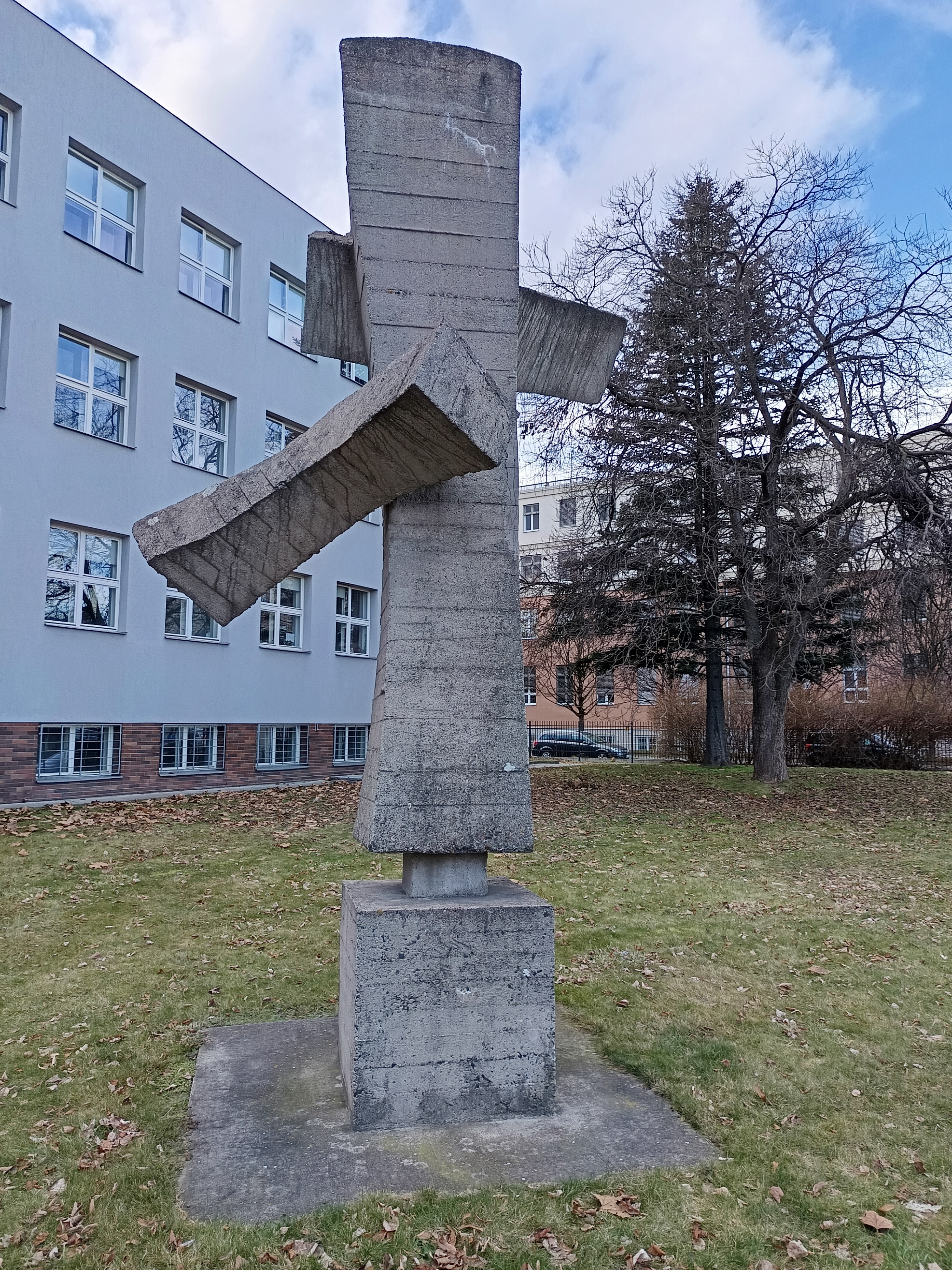
Umístění na Fifejdách
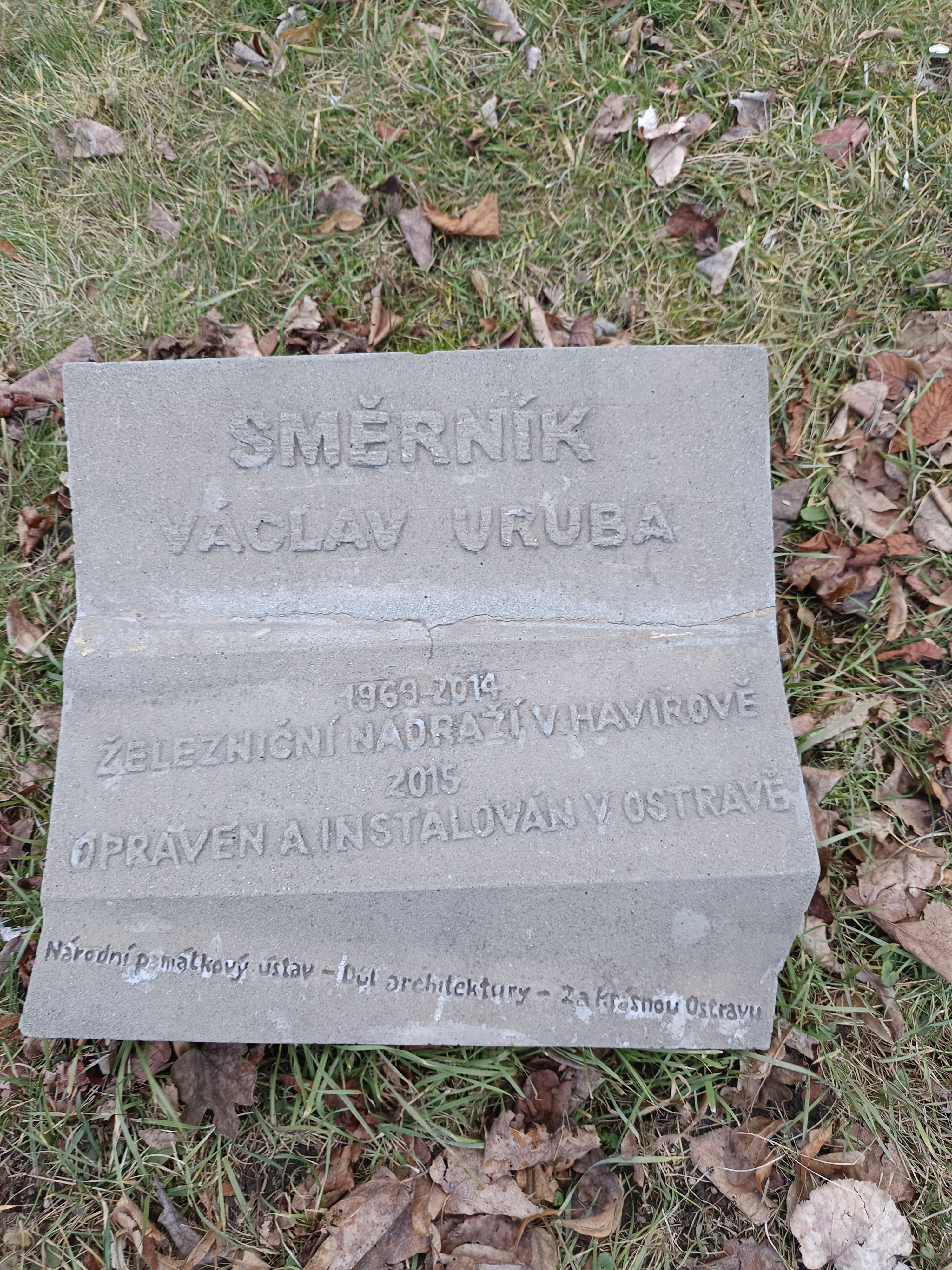
Pamětní deska u díla na Fifejdách
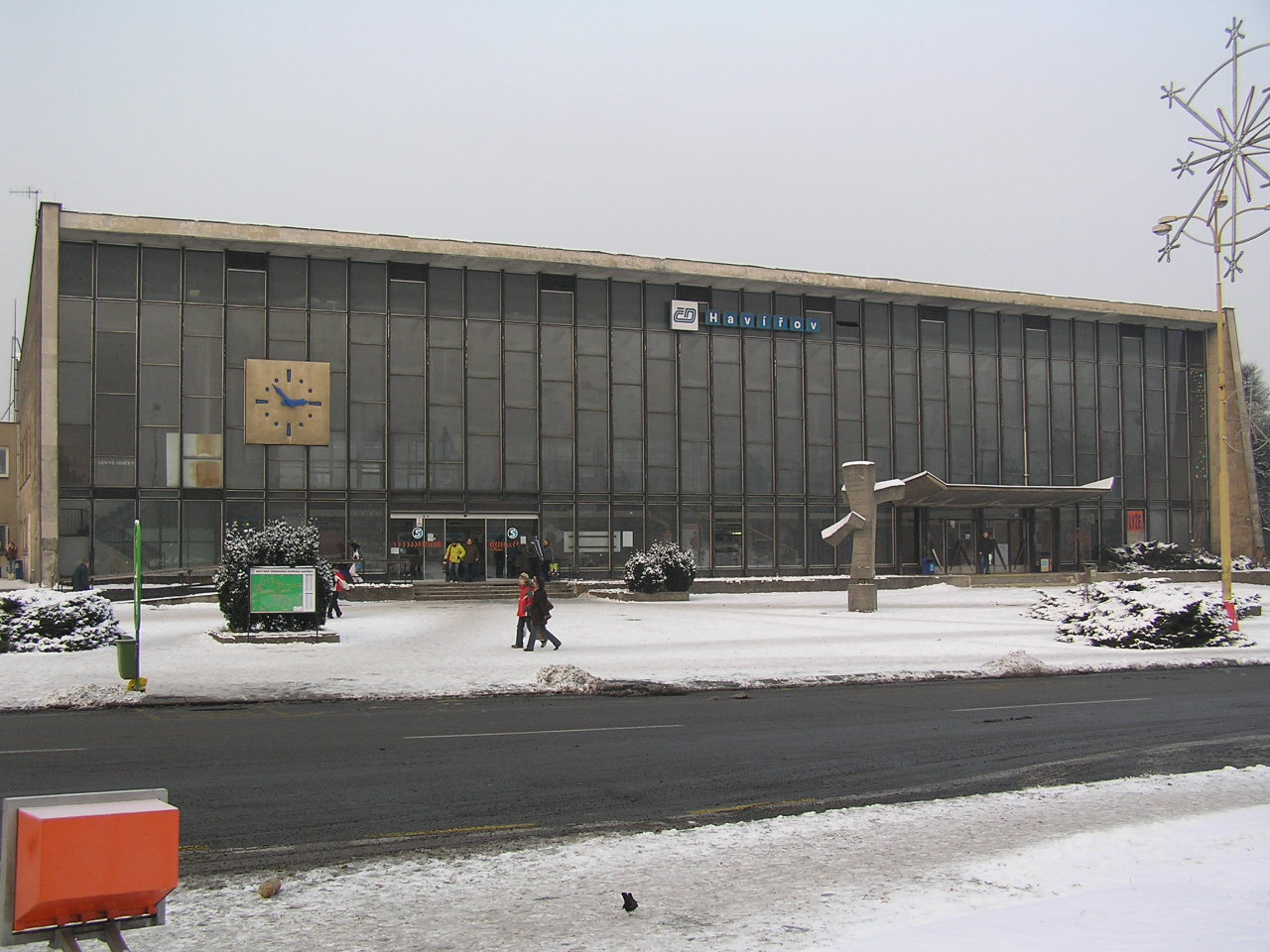
Dřívější umístění plastiky v Havířově